# Icterus maculialatus
Icterus maculialatus là một loài chim trong họ Icteridae.